# 萩原町 (名古屋市)
萩原町（はぎわらちょう）は愛知県名古屋市昭和区にある町名。現行行政地名は萩原町1丁目から萩原町6丁目。住居表示未実施。

## 地理
名古屋市昭和区の北部に位置し、東に川原通、西に元宮町と折戸町、南に安田通、北に千種区大島町に接する。

## 歴史
- 1938年（昭和13年）12月1日 - 昭和区広路町の一部により、同区萩原町が成立[5]。

## 世帯数と人口
2019年（平成31年）1月1日現在の世帯数と人口は以下の通りである。
| 町丁   | 世帯数  | 人口    |
| ------ | ------- | ------- |
| 萩原町 | 583世帯 | 1,202人 |

## 学区
市立小・中学校に通う場合、学校等は以下の通りとなる。また、公立高等学校に通う場合の学区は以下の通りとなる。
| 番・番地等 | 小学校               | 中学校               | 高等学校 |
| ---------- | -------------------- | -------------------- | -------- |
| 全域       | 名古屋市立川原小学校 | 名古屋市立川名中学校 | 尾張学区 |

## 施設
- 名古屋市立川原小学校

## その他

### 日本郵便
- 郵便番号 : 466-0852[2]（集配局：昭和郵便局[8]）。